# Оперативний уповноважений

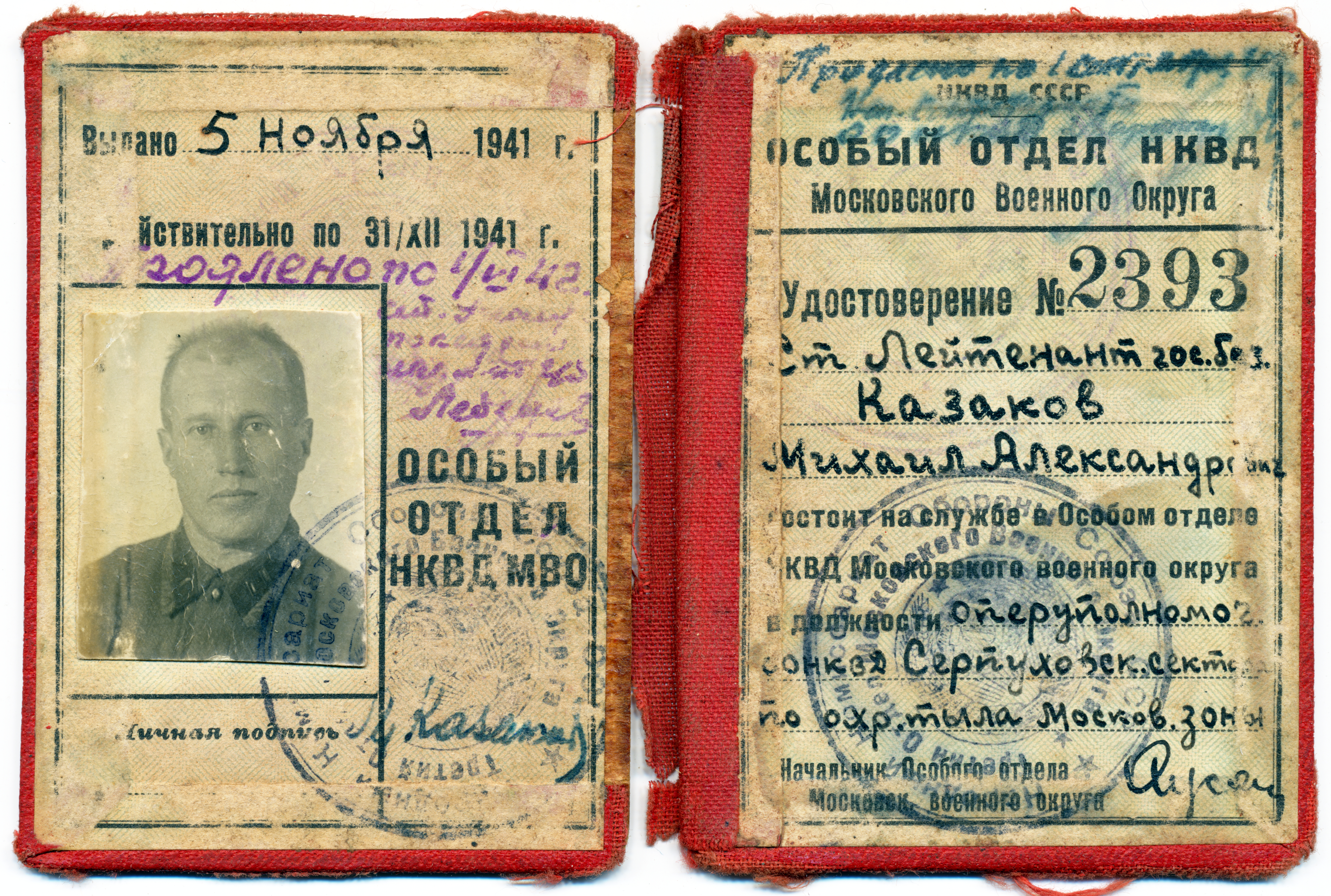
Посвідчення оперуповноваженого старшого лейтенанта держбезпеки Казакова М. О. (1941)

Оперативний уповноважений (оперуповноважений) — посадова особа органу, який має у своєму складі оперативний підрозділ, що уповноважений на провадження оперативно-розшукових заходів у рамках оперативно-розшукової діяльності. 
Установи, до яких може належати оперуповноважений:
- Державне бюро розслідувань,
- Національна поліція,
- Служба безпеки України,
- Служба зовнішньої розвідки,
- Державна прикордонна служби,
- Управління державної охорони,
- Міністерство доходів і зборів,
- органи виконання покарань та СІЗО Кримінально-виконавчої служби,
- розвідувальний орган Міністерства оборони,
- Національне антикорупційне бюро.